# Dogville
Dogville is een film uit 2003 van de Deense regisseur Lars von Trier. De verteller (John Hurt) vertelt het verhaal van het dorpje Dogville, gelegen in de Rocky Mountains (jaren 30 van de 20e eeuw) in Amerika in een Proloog en 9 hoofdstukken. De film is het eerste deel van de USA: Land of Opportunities-trilogie en wordt opgevolgd door Manderlay (2005) en het nog te verschijnen Washington (uitgesteld).
Dogville opende met gepolariseerde kritieken van critici. Sommigen vonden het pretentieus of ergerlijk; anderen zagen het als een meesterwerk, en sinds de eerste release is het in aanzien gegroeid. De film werd later opgenomen in de 2016 poll van de beste films sinds 2000, uitgevoerd door BBC. Sindsdien hebben filmmakers zoals Quentin Tarantino en Denis Villeneuve de film geprezen.

## Verhaal
Op een dag komt de verwarde jonge vrouw Grace (Nicole Kidman) aan in Dogville. Zij is op de vlucht voor gangsters, en op initiatief van de jonge dorpsfilosoof Tom Edison (Paul Bettany) besluiten de nukkige dorpsbewoners haar toch onderdak te bieden, onder voorwaarde dat ze vertrekt als iemand van hen na 2 weken tégen Grace is. Grace mag uiteindelijk na veel moeite blijven en kan het goed vinden met de dorpsbewoners. Naarmate de tijd vordert beginnen de bewoners echter steeds meer te eisen voor hun gastvrijheid en gebeuren er vervelende dingen met Grace. Ze ruiken het geld dat op haar hoofd staat en hebben het ideale chantagemiddel gevonden voor de onschuldige Grace. Maar is ze echt wel zo braaf en onschuldig?

## Set
Naast enkele, maar niet alle, karakteristieke Dogma-regels, wordt de film ook gekenmerkt door het ontbreken van gebouwen. De hele film speelt zich af in Dogville dat wordt uitgebeeld door een platte set waarbij de huizen worden aangegeven door witte lijnen op de grond. Tevens zijn de namen van de bewoners op de grond geschreven. Tijdens de scènes ziet men in de achtergrond dan ook de andere dorpsbewoners in hun 'huizen' rustig hun bezigheden hebben. Von Trier maakt echter slechts enkele keren specifiek gebruik van de 'doorzichtigheid' van het dorp. Bijvoorbeeld tijdens een verkrachtingsscène zoomt de camera uit en zien we op de voorgrond dorpsgenoten die nietsvermoedend hun ding doen. Dogville is opgezet in een grote fabriekshal en daarbuiten is niet gefilmd.

## Rolverdeling
- Nicole Kidman - Grace
- Stellan Skarsgård - Chuck
- Paul Bettany - Tom Edison
- John Hurt - Verteller
- Harriet Andersson - Gloria
- Lauren Bacall - Ma Ginger
- Blair Brown - Mrs. Henson
- Jeremy Davies - Bill Henson
- Patricia Clarkson - Vera
- Ben Gazzara - Jack McKay

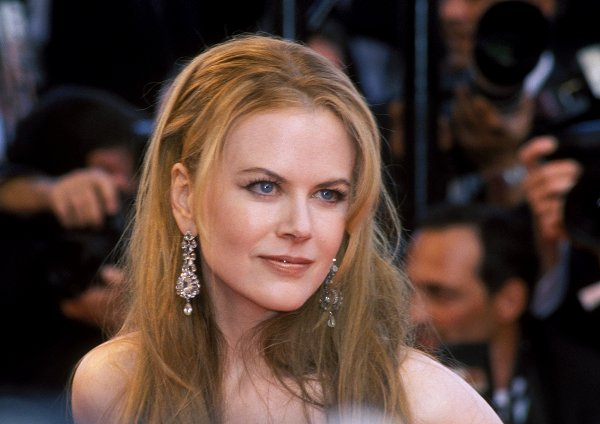
Nicole Kidman

- Philip Baker Hall - Tom Edison Sr.
- Siobhan Fallon - Martha
- Željko Ivanek - Ben
- Cleo King - Olivia
- Miles Purinton - Jason
- Bill Raymond - Mr. Henson
- Chloë Sevigny - Liz Henson
- Shauna Shim - June
- Evelina Brinkemo - Athena
- Anna Brobeck - Olympia
- Tilde Lindgren - Pandora
- Evelina Lundqvist - Diana
- Helga Olofsson - Dahlia

## Trivia
- Zoals veel van Von Triers meest recente films (oa. Dancer in the Dark, Breaking the Waves) bevat de film het motief van een gekwelde, ongelukkige vrouw.
- De film ging in première op het Festival van Cannes in 2003.